# Estrategia (teoría de juegos)
En teoría de juegos, la estrategia de un jugador es un plan de acción completo para cualquier situación que pueda acaecer; determina completamente la conducta del jugador y establece la acción que este llevará a cabo en cualquier momento del juego, para cualquier secuencia de acontecimientos hasta ese punto.
La descripción matemática de una conducta tiene relación con la programación y los algoritmos.
El concepto de estrategia se confunde (erróneamente) en ocasiones con el de movimiento. Un movimiento es una acción que toma un jugador en un determinado momento en el juego (por ejemplo, en el ajedrez, al mover el alfil blanco de a2 a b3). Una estrategia  en todo caso numerando implícitamente todos los movimientos de todos los jugadores para cada situación del juego. El número de movimientos en el tres en raya es 4 o 5 (dependiendo de si el jugador empieza o no, y considerando que ninguno de los jugadores puede saltarse un turno), mientras que el número de estrategias es superior a 6 billones.
Una estrategia pura proporciona una definición completa para la forma en que un jugador puede jugar a un juego. En particular, define, para cada elección posible, la opción que toma el jugador.

## Ejemplos de estrategias

### Toma y daca
Las estrategias en teoría de juegos tienen una importancia esencial desde que se mostró que en el dilema del prisionero nunca se llega a la cooperación a menos que se consideren estrategias multipremiado. Una estrategia altamente efectiva es "toma y daca". En un concurso de programación se descubrió que, pese a su sencillez, era muy competitivo contra muchos otros algoritmos.

### Martingala
Hay varias estrategias y tácticas de apuesta en el juego de la ruleta.
La estrategia más famosa es la estrategia de doblar la apuesta.
1. Apuesta 1
2. Si pierdes: dobla tu apuesta
3. Repite 2 hasta que obtengas beneficio

La estrategia de la martingala se conoce desde mediados del siglo XVIII, la idea es apostar al mismo nivel y aumentarlo cada vez más que se pierde. Es muy importante elegir una mesa cuya apuesta mínima sea lo más baja posible y cuya apuesta máxima sea lo más alta posible. De esta manera, tendrá espacio para aumentar su apuesta con cada lanzamiento fallido.
Esta estrategia recibió el nombre de estrategia Martingala, y se formalizó simplemente para mostrar por qué no crea un provecho esperado. Sin embargo, es una estrategia popular que se puede ver en muchos casinos (especialmente entre jugadores principiantes, que reciben el nombre de "jugadores sistemáticos"). El casino típico prefiere este tipo de jugadores porque el riesgo del casino es muy bajo (solo pierden el mínimo cada vez que el jugador empieza), pero su ganancia potencial es extremadamente grande (todo el dinero del jugador).
La estrategia Martingala se ha aplicado a la ruleta en muchísimas ocasiones, pero no es la única estrategia, en la ruleta existen varias estrategias y más fiables que la Martingala, como la estrategia d’Alembert que es en parte más segura que la estrategia Martingala o que la estrategia de Martingala inversa.